# Vraag en aanbod

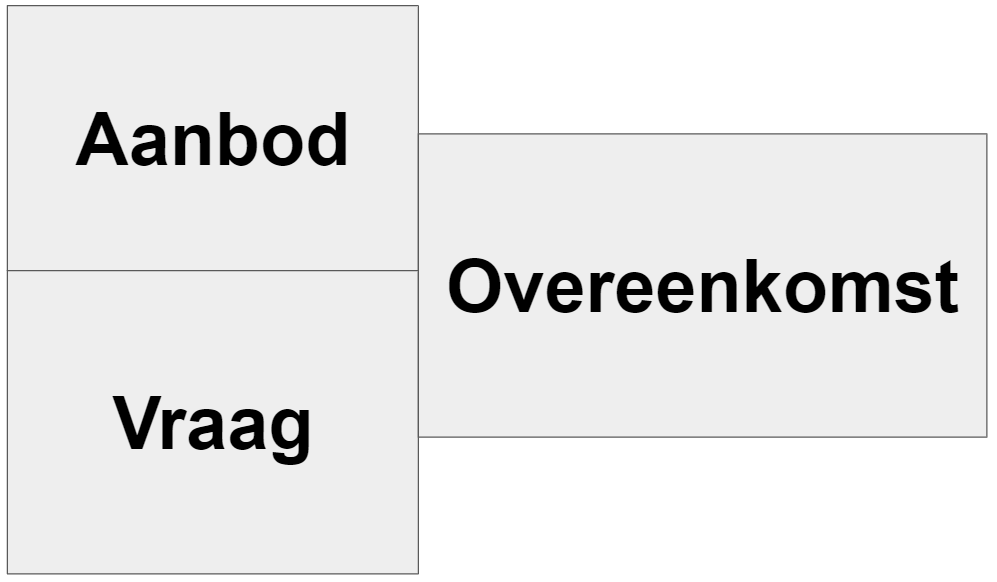
Vraag en aanbod gaat (impliciet) gepaard met een overeenkomst over bijvoorbeeld de prijs, kwaliteit en levertijd.

De vraag naar en het aanbod van economische goederen bepalen ceteris paribus de prijs die ervoor wordt gevraagd. Bij een toenemende vraag en minder aanbod zal het over het algemeen zo zijn dat de prijs stijgt. Andersom zal bij een dalende vraag en een toenemend aanbod de prijs afnemen. Door dit effect zal er bij de evenwichtsprijs vanzelf evenwicht komen tussen vraag en aanbod.
De wet van vraag en aanbod houdt in dat op een competitieve markt de prijs van een product tot stand komt onder invloed van het handelen van kopers (vragers, consumenten) en verkopers (aanbieders, producenten). De prijs evolueert hierbij naar dat niveau waar gevraagde en aangeboden hoeveelheden aan elkaar gelijk zijn. Als het aanbod groter is dan de vraag, dan blijven de producenten met een overaanbod zitten, dat zij enkel zullen kunnen verkopen, indien zij bereid zijn hiervoor een lagere prijs te vragen. Er is in dat geval dus een neerwaartse druk op de prijs. Als de vraag groter is dan het aanbod, dan blijven er nog consumenten vragen naar het product als de totale productie is verkocht. Als zij het product nog willen hebben zullen zij dan bereid moeten zijn een hogere prijs te betalen, wat wijst op een opwaartse druk op de prijs.

## Marktevenwicht
In de figuur hiernaast zijn vraag en aanbod schematisch weergegeven. Wanneer de prijs van een product stijgt, zal de gevraagde hoeveelheid van dit product dalen, omdat minder mensen deze hogere prijs voor het product overhebben. Het aanbod zal echter stijgen, omdat het bij een hogere prijs voor meer producenten rendabel is om het product te gaan produceren. Bij lineaire vraag- en aanbodfuncties is er slechts één punt waarbij ze elkaar snijden. Dit is het marktevenwicht (marktequilibrium): de prijs en de hoeveelheid die op een vrije markt tot stand komen. Men leest deze prijzen af door vanuit het snijpunt (via de streepjeslijn) naar de positie op de prijs- en hoeveelheidsas te kijken.
Als de aanbodcurve evenwijdig naar rechts verschuift, dan worden er bij dezelfde prijs meer producten aangeboden. Als de aanbodcurve evenwijdig naar links verschuift, dan worden er bij dezelfde prijs minder producten aangeboden.                                                                                      